# Oumar N'Diaye (voetballer, 1985)
Oumar N'Diaye (Mantes-la-Jolie, 22 juli 1985) is een voormalig Mauritaans voetballer. Hij heeft gespeeld bij CA Lisieux, USON Mondeville, SM Caen, Vannes OC, UJA Maccabi Paris Métropole en FC Mantois 78.

## Interlandcarrière
N'Diaye heeft 21 wedstrijden gespeeld voor Mauritanië en hij heeft een doelpunt gescoord tijdens wedstrijd tegen Tunesië.
| Doelpunt | Datum            | Stadion                                 | Tegenstander | Score | Resultaat | Competitie                            |
| -------- | ---------------- | --------------------------------------- | ------------ | ----- | --------- | ------------------------------------- |
| 1.       | 13 November 2015 | Stade Olympique, Nouakchott, Mauritanië | Tunesië      | 1–0   | 1–2       | Wereldkampioenschap kwalificatie 2018 |